# Art Lande
Art Lande (* 5. Februar 1947 in New York City, New York) ist ein amerikanischer Jazzpianist, Schlagzeuger, Komponist und Lehrer.

## Leben und Wirken
Art Lande wuchs auf Long Island auf und begann mit fünf Jahren mit klassischem Klavierspiel. Sein Vater, ein Jazzpianist, war mit Teddy Wilson befreundet und machte ihn frühzeitig mit der Musik Dizzy Gillespies, Oscar Petersons und Sarah Vaughans bekannt.
Er ging 1969 nach San Francisco und später nach Berkeley. Dort gründete Lande eine Formation mit dem Schlagzeuger Glenn Cronkhite, dem Saxophonisten Mel Martin und dem Bassisten Eliot Zigmund, mit der er 1973 auf dem Montreux Jazz Festival auftrat. Im gleichen Jahr nahm er mit Ted Curson und Janne Schaffer auf und veröffentlichte er sein erstes Album mit Eigenkompositionen für ECM Records, wo er im Duo mit dem Saxophonisten und Flötisten Jan Garbarek spielt. Der Titel des Albums, Red Lanta, war ein Anagramm seines Namens, was er noch öfter in den Titeln seiner Kompositionen verwenden sollte.
Im Jahr 1976 gründete Lande das Quartett Rubisa Patrol, mit Trompeter Mark Isham, dem Bassisten Bill Douglass und Glenn Cronkhite. Dieser wurde später durch Kurt Wortmann ersetzt. Rubisa Patrol spielte sowohl Jazzstandards als auch Eigenkompositionen. Sie spielten in der Bay Area von San Francisco und tourten oft durch Europe.  Die Gruppe spielte zwei Alben für ECM ein: Rubisa Patrol (1976) und Desert Marauders (1977). Dann veröffentlichte die Band noch ein drittes Album, The Story Of Ba-Ku (1978), auf einem kalifornischen Label.  Außerdem arbeitete Lande mit Paul McCandless, Gary Peacock und Dave Samuels zusammen.
Seit den frühen 1980er Jahren konzentrierte sich Lande mehr auf die Lehrtätigkeit. Er unterrichtete zunächst am Cornish Institute in Seattle. Nach 1983 arbeitete Lande für drei Jahre in der Schweiz, wo er an der Jazzschule in St. Gallen lehrte.  1987 ging er nach Boulder, Colorado, um an der Naropa University zu unterrichten. Außerdem spielte Lande seitdem neben seiner Lehrtätigkeit dort mit lokalen Musikern. Seit Mitte der 1990er Jahre spielt Lande auch Schlagzeug in verschiedenen Gruppen.
Art Lande gilt als „brillanter Pianist in der Tradition von Bill Evans (Down Beat) und überzeugt durch seinen Set impressionistischer Kammermusik für ein Quartett“, in der er eine Atmosphäre „nächtlicher Stille“ kreierte. Seine Reputation in Europa erwarb sich Lande durch seine kurze Liaison mit dem Jazzlabel ECM, für das er zwischen 1973 und 1981 drei Alben unter eigenem Namen einspielte sowie Jan Garbarek und Mark Isham auf deren ECM-Alben in dieser Zeit begleitete.

## Auswahldiskographie

### Als Leader
- 1973 – Red Lanta (ECM) mit Jan Garbarek
- 1976 – Rubisa Patrol (ECM) mit Mark Isham, Bill Douglas, Glenn Cronkite
- 1977 – Desert Marauders
- 1980 – The Story of BA-KU (1750 Arch Street Rec.)
- 1981 – Skylight (ECM) mit Dave Samuels
- 2020 – Resist the Eel Panda, mit Gonzalo Teppa, Dru Heller

### Soloalben
Außerdem nahm Lande mehrere Solo Piano-Alben seiner Kompositionen auf, wie
- The Eccentricities of Earl Dant (ein weiteres Anagramm, 1977)
- Hardball! (1987)
- Melissa Spins Away (1987)
- Friday the Thirteenth (mit 13 Thelonious-Monk-Kompositionen, 1996)

### Als Sideman/Co-Leader
- 1979 – Paul McCandless Trio: All The Mornings Bring (Elektra)
- 1980 – Shift in the wind – with Gary Peacock  (Columbia)
- 1987 – Mark Isham & Art Lande: We Begin (ECM)
- 1992 – Nguyên Lê: Zanzibar (Musidisc)
- 2004 – Ullmann/Dahlgren/Lande: Die Blaue Nixe (between the lines)
- 2012 – Art Lande / Dave Peterson: Polar Opposites

## Lehrtätigkeit
- Privatunterricht, San Francisco & Berkeley (1970–1977)
- Lone Mountain College, San Francisco (1978–1979)
- Cornish Institute, Seattle (1979–1983)
- San Jose State College, San Jose, California (1983–1984)
- Jazz School of Migros Klubschule, St. Gallen, Switzerland (1984–1987)
- Jazz School Lausanne, Switzerland (1986–1987)
- Naropa Institute, Boulder, Colorado (1987–1999)